# Новоіванівка (Лубенський район)
Новоіва́нівка — село в Україні, у Хорольській міській громаді Лубенського району Полтавської області. Населення становить 537 осіб. До 2020 орган місцевого самоврядування — Ялосовецька сільська рада.

## Географія
Село Новоіванівка витягнуто вздовж пересихаючого струмка на 7 км. На відстані 0,5 км знаходиться село Роплянське, за 1,5 км — село Вербине. Поруч проходить автомобільна дорога М03.

## Історія
До радянських часів мало назву хутір Волошиної-Долини, що налічував на 1868 рік 410 дворів .
Новоіванівська сільська Рада виникла у 1918 році. За переписом 1926 року у ній було 512 господарств. Всього проживало населення 2806 чоловік.
До сільської ради належали такі населенні пункти: Буциків, Климанівщина, Лагодівка, Мирони, Новоіванівка, Пітчене Озеро, Стряпші, Харлампів, Яковенки.
Станом на 1.01.1952 року Новоіванівська сільська Рада в межах адміністративно-територіального підпорядкування мала: територію 3308,05 га, дворів — 553, населення — 1892 чоловіки, колгоспів — 3 (імені Правди с. Новоіванівка; імені XVII партз'їзду — хутори: Федорівщина, Мирони, Стряпші; імені Комінтерна — хутори: Клеманівка, Лагодівку.). Новоіванівську семирічну, Лагодівську і Миронівську початкові школи, сільський клуб і сільську бібліотеку с. Новоіванівка, крамниць дві: с. Новоіванівка, хутір Лагодівка, сільську лікарню (с. Новоіванівка), Новоіванівське поштове відділення.
Пізніше увійшла до Ялосовецької сільської Ради.
1926 року в селі було 255 господарств і проживало 1 464 мешканці. У ці роки була центром сільської ради. Див. Новоіванівська сільська рада.
Станом на 1.01.2000 року було 300 житлових будинків і мешкало 613 чоловік.
12 червня 2020 року, відповідно до розпорядження Кабінету Міністрів України № 721-р «Про визначення адміністративних центрів та затвердження територій територіальних громад Полтавської області», село увійшло до складу Хорольської міської громади..
19 липня 2020 року, в результаті адміністративно - територіальної реформи та ліквідації Хорольського району, село увійшло до складу новоутвореного Лубенського району.

## Населення

### Мова
Розподіл населення за рідною мовою за даними перепису 2001 року:
| Мова       | Кількість | Відсоток |
| ---------- | --------- | -------- |
| українська | 515       | 95.90%   |
| російська  | 19        | 3.54%    |
| вірменська | 2         | 0.37%    |
| грецька    | 1         | 0.19%    |
| Усього     | 537       | 100%     |

## Економіка
Новоіванівська навчальна ткацька майстерня місцевого сільсько-господарського товариства. Відкрита у 1913 році. Навчалося 5 учениць (1913). Ремесло викладала Маруся Міщенко.

## Об'єкти соціальної сфери
У селі є клуб, бібліотека, школа, у якій 63 учні.

## Відомі люди
- Васецький Григорій Степанович — український живописець, заслужений діяч мистецтв УРСР, народний художник України.
- Дем'яненко Микола Терентійович — український радянський діяч, голова колгоспу, депутат Верховної Ради УРСР 11-го скликання.
- Клепачівський Костянтин Йосипович — член уряду Української Народної Республіки (УНР).